# Warwick Avenue (London Underground)

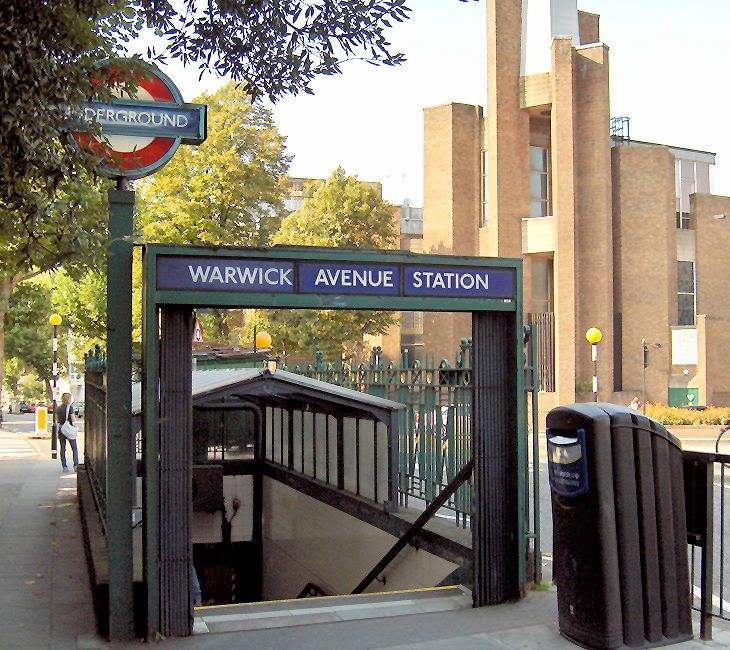
Eingang zur Station

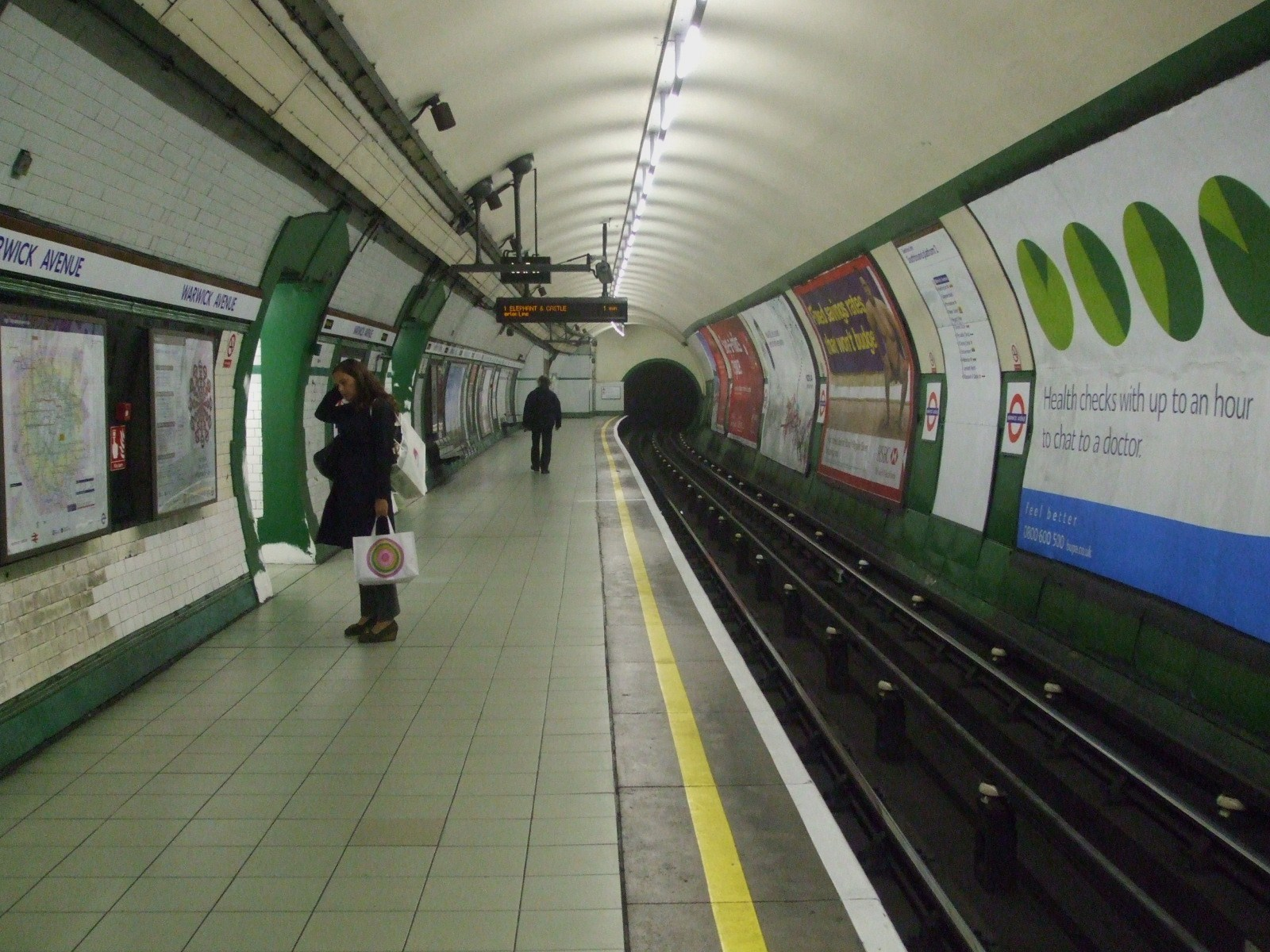
Bahnsteig

Warwick Avenue ist eine unterirdische Station der London Underground im Stadtbezirk City of Westminster. Sie liegt in der Travelcard-Tarifzone 2 an der Kreuzung von Warwick Avenue, Warrington Crescent und Clifton Gardens. Im Jahr 2014 nutzten 4,51 Millionen Fahrgäste die von der Bakerloo Line bediente Station.
Es existiert kein eigentliches Stationsgebäude; der Zugang zu den Bahnsteigen erfolgt von zwei verschiedenen Eingängen aus über ein Zwischengeschoss mit Fahrkartenschaltern. Warwick Avenue gehört zu den ersten Londoner U-Bahn-Stationen, bei denen von Anfang an Rolltreppen anstatt Aufzüge vorgesehen waren. Auf einer Verkehrsinsel in der Mitte der Straße steht der schmucklose Turm eines Ventilationsschachtes.
Die Station wurde am 31. Januar 1915 im Rahmen der Inbetriebnahme der Strecke zwischen Paddington und Kilburn Park eröffnet. Während der Planungsphase war noch der Stationsname Warrington Crescent vorgesehen.
Warwick Avenue ist auch ein Lied der walisischen Sängerin Duffy, das im Mai 2008 veröffentlicht wurde. Darin erwähnt sie die U-Bahn-Station: „When I get to Warwick Avenue… Meet me by the entrance of the tube.“ (Wenn ich zur Warwick Avenue komme… Triff mich am Eingang der U-Bahn.).